# Ecomobile

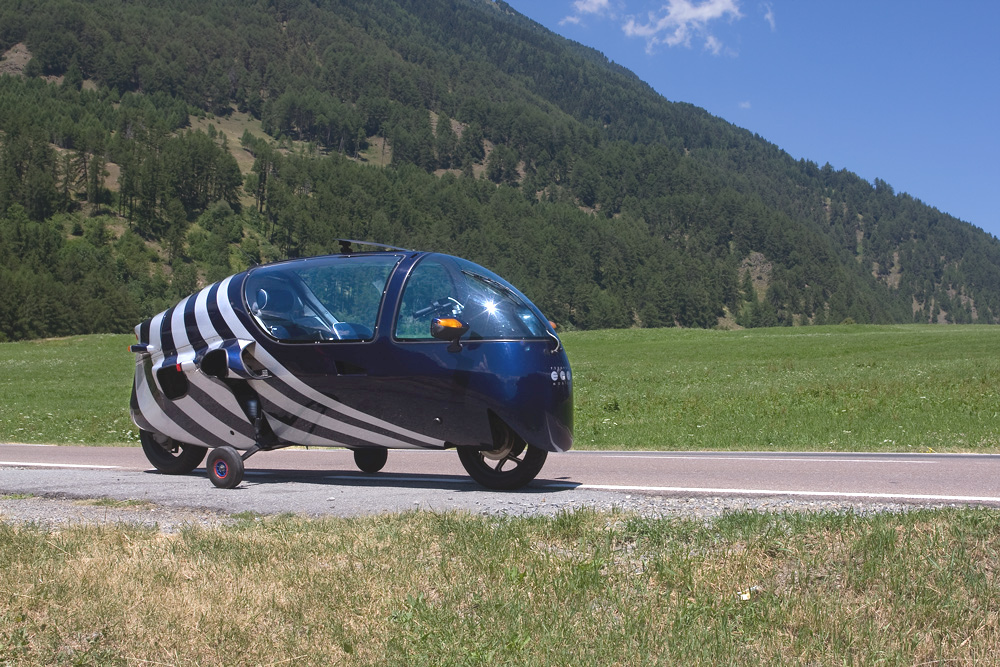
Peraves Ecomobile (im Stand mit ausgefahrenen Stützrädern)

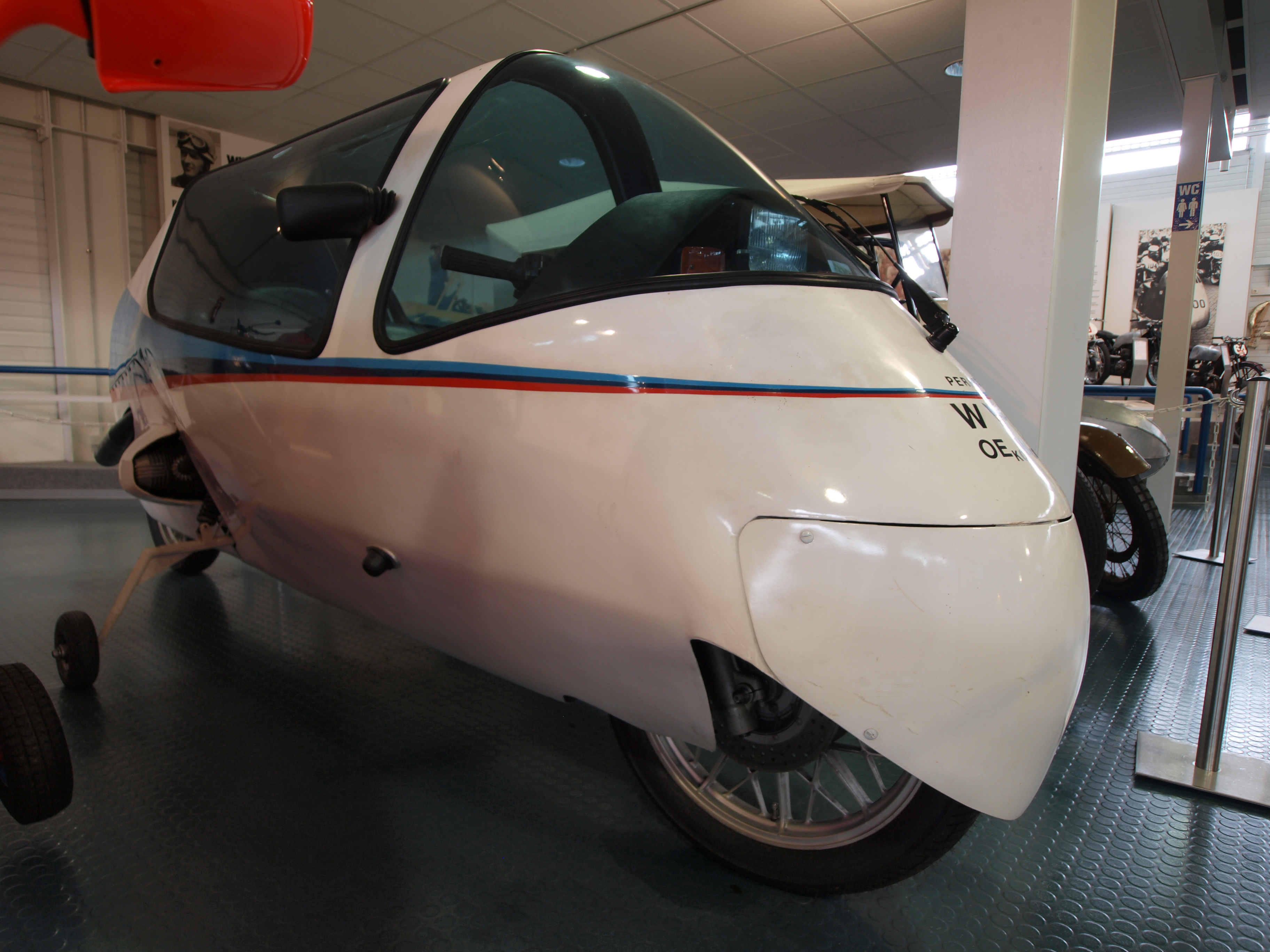
Peraves mit BMW-R-Motor (erste Modellreihe)

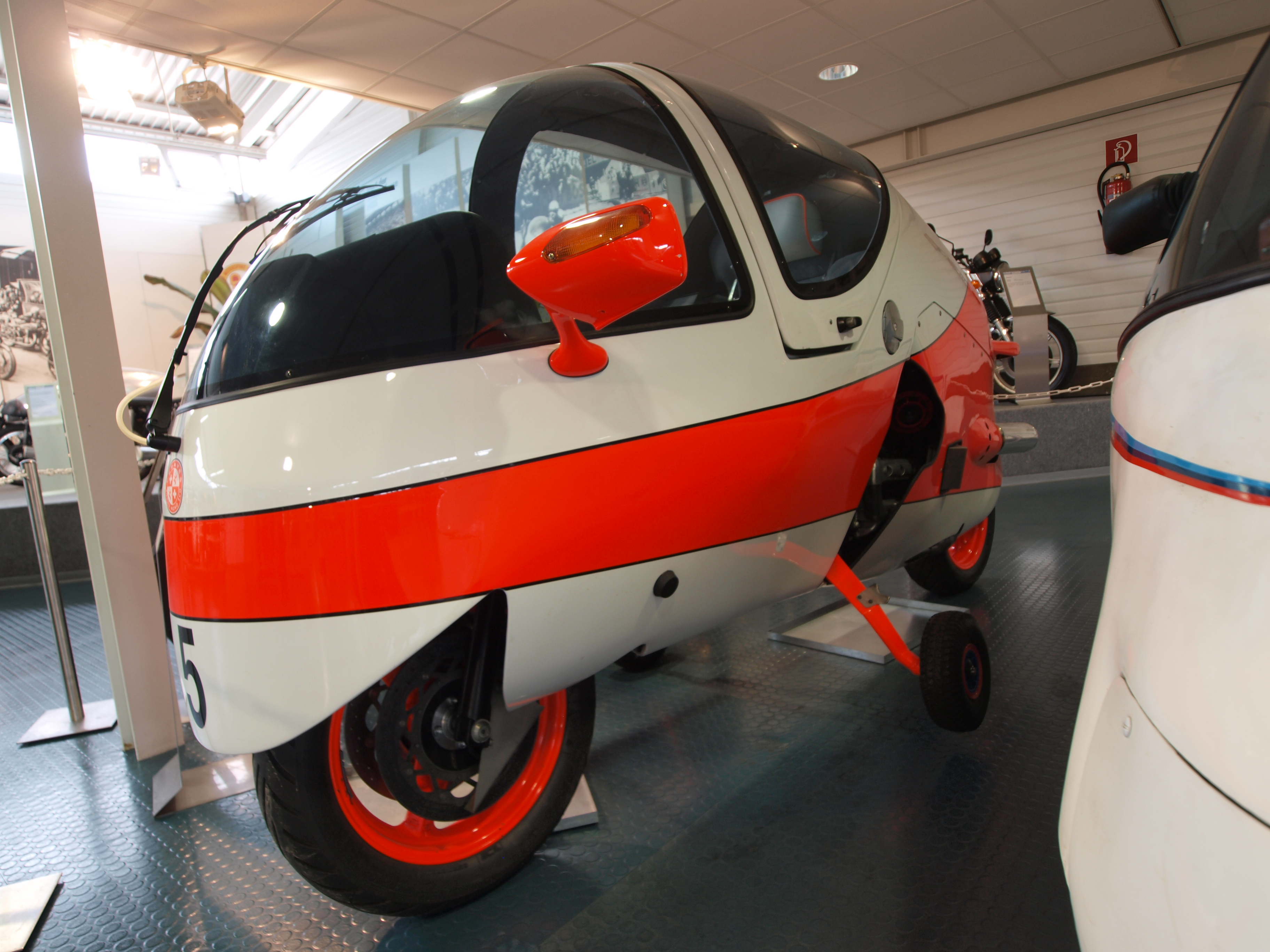
Peraves mit BMW-K-Motor

Das Ecomobile ist ein Kabinenmotorrad bzw. ein Einspurwagen der Peraves AG in Winterthur. Es wurde ab 1984 gebaut.

## Geschichte
Der Schweizer Arnold Wagner erhielt 1983 ein Patent zur Einrichtung zum Betätigen einer Stützvorrichtung für ein Einspurfahrzeug, die technische Voraussetzung für ein Kabinenmotorrad, für das er 1984 ebenfalls ein Patent erhielt.

### ECO
Die ersten Fahrzeuge des von Wagner gegründeten Herstellers Peraves wurden 1984 unter dem Namen „Oemil“ (OEkoMobIL) oder „Peraves Oemil“ mit dem Motor der BMW R 100 und ab Herstellungs-Nr. 5004 mit dem Motor der BMW K 100 angeboten. Da Peraves eine Verwechslung mit der Ökologiebewegung vermeiden wollte, wurde das „OEkoMobIL“ in „Ecomobile“, kurz „ECO“ (interne Bezeichnung W18 K5), umbenannt. Bis 2005 sind 91 ECOs, angetrieben von Motoren der BMW K-Typen, hergestellt worden.

### MonoTracer
2006 kam die Weiterentwicklung MonoTracer mit dem Motor der BMW K 1200 RS auf den Markt; einzelne Fahrzeuge mit Turboaufladung und bis zu 190 PS sollen eine Höchstgeschwindigkeit von 315 km/h erreicht haben. Vom MonoTracer wurden bei Peraves 58 Fahrzeuge gebaut, davon 12 mit Elektro-Antrieb, genannt MonoTracer-MTE-150. 2010 gewannen die zwei Prototypen des MonoTracers-MTE (auch X-Tracer genannt) den X-Prize in den USA (2,5 Mio. US-Dollar) mit der weitaus besten Effizienz von über 200 mpg/e Verbrauch, entsprechend einem Benzinverbrauch von etwa 1,1 l auf 100 km.
Seit 2009 wurde die Fahrzeugproduktion teilweise in das Gemeinschaftsunternehmen Bohema Mobil und Peraves CZ in Brno-Medlanky (Tschechien) ausgelagert. Im Oktober 2014 meldete die Peraves AG Konkurs an; das Konkursgericht Uster löste die Firma wegen Zahlungsunfähigkeit auf.
Die Technik wird (Stand 2023) aus Tschechien heraus weiterhin angeboten. Aus markenrechtlichen Gründen wurde das Fahrzeug von MonoTracer in Monoracer umbenannt. Ende 2016 sollte die Fertigung des benzinbetriebenen Modells eingestellt und ab 2017 nur noch eine batterie-elektrische Variante angeboten werden, 2023 ist nur noch die elektrische Variante verfügbar, genauso wie Ersatzteile für alle ab 1987 gebauten Fahrzeuge.

## Technik
Im 3,65 m langen, 1,52 m hohen und 1,25 m breiten MonoTracer mit einem Leergewicht von 485 kg sitzen Fahrer und Beifahrer durch Dreipunktgurte gesichert hintereinander in einem stromlinienförmig optimierten Fahrzeugkörper. Dieser besteht aus Aramidfaser-verstärktem Kunststoff mit einlaminierten Stahlrohr- oder Aluminiumguss-Verstärkungsteilen. Im Heck des Fahrzeugs befindet sich ein Gepäckraum. Der Luftwiderstand ist durch die windschnittige Form mit einem Luftwiderstandsbeiwert cw von 0,19 und der kleinen Stirnfläche von ≈ 1 m² niedrig. Mit der Motorisierung der BMW K 1200 RS (85 kW) wird eine Höchstgeschwindigkeit von über 240 km/h erreicht. Der Benzinverbrauch wird bei konstant 90 km/h mit 3,6 l/100 km und bei 120 km/h mit 4,4 l/100 km angegeben.
Um die geschlossene Fahrerkabine möglich zu machen, sind auf beiden Seiten einklappbare Stützräder angebracht. Diese werden mit einem Schalter am Lenker abgesenkt oder angehoben. Um Fehlbetätigungen wie Einziehen im Stand oder bei zu geringer Geschwindigkeit oder unabsichtliches Ausfahren bei hohen Geschwindigkeiten auszuschließen, blockiert ein  Computersystem in Abhängigkeit von Geschwindigkeit und Querbeschleunigung solche Betätigungsfehler. Der Fahrer wird mit grünen Leuchtanzeigen auf mögliches Anheben oder Absenken hingewiesen. Werden die Stützen, die in etwa 0,5 Sekunden ausfahren, bei Schrittgeschwindigkeit nicht ausgefahren, ertönt ein Warnton. Falls der Fahrer nicht mit Absenken reagiert, kippt das Fahrzeug im Stand auf die Seite. Dabei fangen die eingezogenen Stützräder den Sturz weich ab und das Fahrzeug nimmt keinen Schaden. In schnellen Kurven ist es bei einer Schräglage von 52 bis 55 Grad möglich, die eingefahrenen, kurveninneren Stützräder zusätzlich auf den Boden zu bringen und die Kurve auf drei Rädern zu durchfahren.
Der Antrieb wird von BMW zugekauft. Er entstammt der Vierzylinder-Motorrad-Baureihe BMW K 100 (Ecomobile) und BMW K 1200 RS (MonoTracer) und leistet zwischen 90 und 130 PS. Das Fünfgang-Motorradgetriebe ist so verändert, dass dem Fahrer vier Vorwärtsgänge und ein Rückwärtsgang zur Verfügung stehen. Die elektrischen MTE-Fahrzeuge werden von Brusa- oder AC-Propulsion-MTE-Motoren angetrieben.

## Fahrerlaubnis
Für die Zulassung im Straßenverkehr wird das Ecomobile/MonoTracer wie ein Motorrad behandelt. Um das ECO oder das MonoTracers zu führen, ist der Führerschein der Klasse A Voraussetzung. Das Fahren eines solchen Kabinenmotorrads ist lernbedürftig. Insbesondere muss der Fahrer damit rechnen, dass er durch die kleine Silhouette von anderen Verkehrsteilnehmern spät erkannt wird.